# 基于类编程
基于类编程（英語：class-based programming），又稱類別為基的程式設計、類別導向（class-orientation），是物件導向程式設計（OOP）的一種風格，在程式設計時，強調物件（object）的類別（class）。
在這種編程範式中，一個物件必須基於類別，才能被創造出來；此乃它跟重視物件本身的基于原型编程的差異。因此，用這種方式被創造出來的物件，被視為是類別的實例（instance）。因為所有建立的物件都是類別的實例，實例間唯一允許的差異性只有狀態，因此用這種方式建立的程式，穩定性較高，安全性也較高。但由於類別的限制，實例除了狀態外不允許有其它差異性，因此在類別發布之後，要進行修改，更新類別的結構與行為就不是一件容易的事，引用舊有類別的程式，都會受到影響，需要同步修改，因此這種程式設計風格需要事前較細緻的規劃。